# 弗西奥蒂斯专区
弗西奥蒂斯专区（希臘語：Περιφερειακή Ενότητα Φθιώτιδας）是希臘中希臘大區中北部的一個专区。面積为4,440平方公里，2011年人口158,231人。首府拉米亚。

## 行政
在2011年的地方政府改革中，所有州份被取消，原弗西奥蒂斯州整体改为弗西奥蒂斯专区。弗西奥蒂斯专区下分为7个市镇（括号内为地图中的数字）：
- 阿姆菲克利亚-埃拉蒂亚（2）
- 佐莫科斯（3）
- 卡迈纳武尔拉（6）
- 拉米亚（1）
- 洛克里（4）
- 马克拉科米（5）
- 斯蒂利斯（7）

## 外部連結
- 官方网站  （希腊文）